# Alireza Bejránvand
Alireza Szafar Bejránvand (perzsául: علیرضا صفر بیرانوند; Horramábád, 1992. szeptember 22. –) iráni labdarúgó, a belga élvonalbeli Royal Antwerp kapusa, de jelenleg kölcsönben a portugál Boavista csapatában szerepel.

## Statisztika

### A válogatottban[3]
| Válogatott | Év       | Mérk. | Gólok |
| ---------- | -------- | ----- | ----- |
| Irán       | 2015     | 3     | 0     |
| Irán       | 2016     | 6     | 0     |
| Irán       | 2017     | 9     | 0     |
| Irán       | 2018     | 10    | 0     |
| Irán       | 2019     | 12    | 0     |
| Irán       | 2021     | 9     | 0     |
| Irán       | 2022     | 5     | 0     |
| Irán       | 2023     | 8     | 0     |
| Irán       | 2024     | 15    | 0     |
| Irán       | 2025     | 3     | 0     |
| Összesen   | Összesen | 80    | 0     |